# Cirrhilabrus rubriventralis
Cirrhilabrus rubriventralis là một loài cá biển thuộc chi Cirrhilabrus trong họ Cá bàng chài. Loài này được mô tả lần đầu tiên vào năm 1974.

## Từ nguyên
Từ định danh rubriventralis được ghép bởi hai âm tiết trong tiếng Latinh, rubrum ("đỏ") và ventralis ("ở dưới bụng"), hàm ý đề cập đến màu đỏ tươi của vây bụng cá đực.

## Phạm vi phân bố và môi trường sống
C. rubriventralis được ghi nhận từ Biển Đỏ trải dài về phía đông đến Oman. Loài này sống tập trung gần các rạn san hô viền bờ trên nền cát và đá vụn ở độ sâu khoảng 3–43 m.

## Phân loại học
Hai loài Cirrhilabrus africanus và Cirrhilabrus rubeus trước đây được xem là phân loài của C. rubriventralis đã được công nhận là những loài hợp lệ vào năm 2016.
Cả ba loài kể trên hợp thành một nhóm phức hợp loài cùng với các loài khác là Cirrhilabrus humanni, Cirrhilabrus joanallenae, Cirrhilabrus naokoae và Cirrhilabrus morrisoni, đặc trưng bởi vây lưng vươn cao, vây đuôi bo tròn và vây bụng hình cánh quạt.

## Mô tả
Chiều dài lớn nhất được ghi nhận ở C. rubriventralis là 7,5 cm.
Cá con có màu đỏ cam với các sọc ngang màu xanh lam, có thể xen kẽ với các hàng đốm nhỏ cùng màu, từ mõm kéo dài đến gốc vây đuôi. Ngoài ra, chúng có một đốm trắng trên mõm và một đốm đen trên cuống đuôi, đều là những nét đặc trưng của những loài Cirrhilabrus chưa lớn. Mống mắt có màu đỏ cam tươi và các vây trong suốt.
Ở cá cái, đốm trắng trên mõm biến mất, thay vào đó là một vệt màu vàng nhạt. Đốm đen trên cuống đuôi trở nên mờ hơn và cũng mất đi. Một đốm vàng tươi xung quanh gốc vây ngực. Các sọc xanh của cá con chuyển sang màu hồng phớt đến tía nhạt hoặc đỏ nhạt. Màu sắc cơ thể cũng sáng dần, vung bụng trở nên trắng hơn.
Quá trình chuyển đổi sang cá đực bắt đầu với sự phát triển các chấm màu xanh óng trên các vây và màu sắc sẫm hơn trên khắp cơ thể. Các sọc xanh có thể xuất hiện ở hai bên thân, nhưng đứt đoạn thành các hàng vạch sọc ngắn. Cá đực trưởng thành hoàn toàn có màu đỏ cam, trắng ở bụng với màu đỏ cam tươi đến đỏ thắm nổi bật ở vây bụng và vây hậu môn. Vây bụng lớn và dài. Hai gai vây lưng đầu tiên vươn dài thành những tia sợi. Nửa trong của vây lưng có màu đen (sẫm hơn ở gốc), nửa ngoài màu đỏ. Vây lưng và vây hậu môn có một hàng đốm có màu xanh lam ánh kim, cũng như dải viền xanh ở rìa. Vây bụng cũng có viền xanh ở rìa. Vây đuôi bo tròn, ánh màu xanh lục lam của các sọc đốm.
Số gai ở vây lưng: 11; Số tia vây ở vây lưng: 9; Số gai ở vây hậu môn: 3; Số tia vây ở vây hậu môn: 9; Số tia vây ở vây ngực: 15; Số gai ở vây bụng: 1; Số tia vây ở vây bụng: 5.

## Sinh thái học
Thức ăn của C. rubriventralis là các loài động vật phù du. Loài này sống theo nhóm, cá đực đứng đầu đàn và "thống trị" bầy cá cái và cá con trong hậu cung của nó.

## Thương mại
C. rubriventralis được thu thập trong ngành buôn bán cá cảnh và được bán với giá khoảng 40 USD một con tại Hoa Kỳ.